# Рокотов, Владимир Дмитриевич
Влади́мир Дми́триевич Ро́котов (6 (18) января 1837—14 (27) апреля 1900, Санкт-Петербург) — русский актёр и общественный деятель. 

## Биография
Родился 6 (18) января 1837 года.
Образование получил в Императорском училище правоведения.
Служил в Преображенском полку. После выхода в отставку, был предводителем дворянства Великолуцкого уезда, активно участвовал в проведении крестьянской реформы.
После непродолжительной службы в Ковно, в 1868 году приехал в Киев, где основал первую публичную библиотеку. Издавал и редактировал газету «Киевский вестник», организовал первые воскресные спектакли для народа. Затем выступил в роли антрепренёра: два года держал в Киеве театр, руководствуясь просветительными целями и ставя преимущественно пьесы Шекспира, Мольера, Островского. Под руководством Рокотова начали свою деятельность Андреев-Бурлак, Иванов-Козельский, Киселевский и другие. Растратив своё солидное состояние, поступил на службу актёром в Ростове-на-Дону; затем выступал на московских и петербургских частных сценах и в 1887 году поступил на Императорскую сцену в Санкт-Петербурге. Принимал участие во многих театральных периодических изданиях («Театр и искусство», «Артист» и др.) и напечатал несколько театральных пьес: «Которая из трёх», «А счастье было так возможно» и другие.

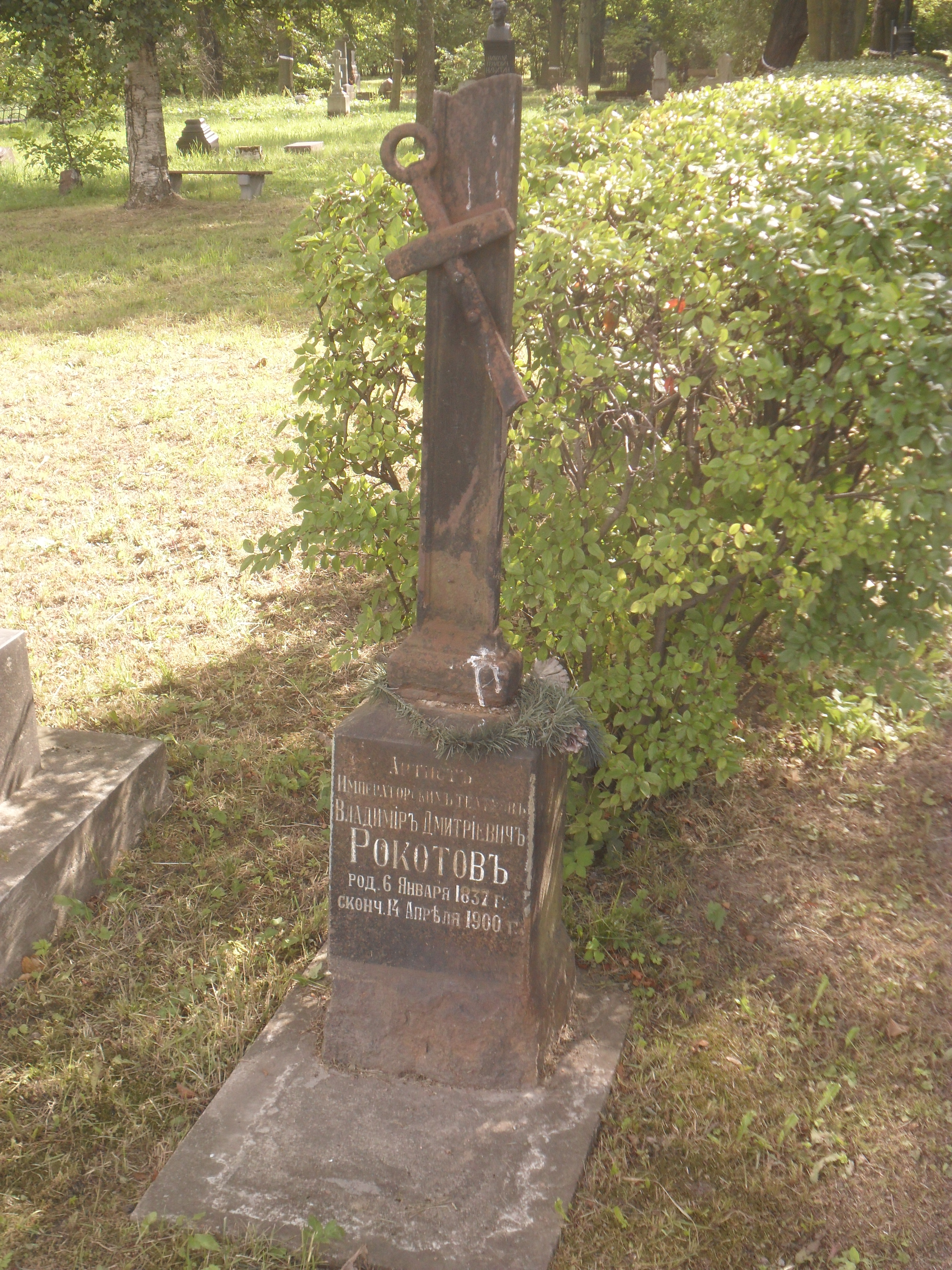
Литераторские мостки.
Могила В. Д. Рокотова

Скончался 14 (27) апреля 1900 года. Похоронен на Литераторских мостках на Волковском кладбище Санкт-Петербурга.

## Семья
Во втором браке отца с Аглаидой Николаевной (урождённая Толстая, первый брак — с Фёдором Ильичом Львовом) родилась дочь Маргарита (1872—1959), которая киевский период жизни семьи описала в своих воспоминаниях.